# Okomu-Nationalpark
Der Okomu-Nationalpark ist der kleinste der acht Nationalparks in Nigeria und liegt im Bundesstaat Edo, ca. 60 km nordwestlich von Benin City. Der Nationalpark bedeckt eine Fläche von 197,12 km² und ist der Kernbereich des 1082 km² großen Okomu Forest Reserve, das schon 1935 etabliert wurde. In dem Gebiet des Okomu Forest Reserve leben seltene und bedrohte Tierarten, aus diesem Grunde wurde 1985 das Okomu Wildlife Sanctuary eingerichtet, diesem wurde 1999 der Status eines Nationalparks zuerkannt.
Das Gebiet des Nationalparks ist sehr eben und liegt ca. 30 bis 60 Meter über dem Meeresspiegel. Die Böden in diesem Gebiet sind alkalische Lehmböden, die nährstoffarm sind und auf Sedimentgesteinen aus dem Eozän liegen. In dem Gebiet des Nationalparks liegt der Grundwasserspiegel recht hoch, so dass sich in der Regenzeit zahlreiche Seen und Marschländer bilden. Die Niederschlagsmenge beträgt rund 2100 mm im Jahr und die durchschnittliche Tagestemperatur ca. 30,2 °C, bei einer Luftfeuchtigkeit von 65 %.
Die Waldbestände werden von den Baumarten Kapokbaum (Ceiba pentandra), Celtis zenkeri, Abachi-Baum (Triplochiton scleroxylon), Antiaris africana, Pycnanthus angolensis und Alstonia congoensis gebildet und stellen die letzten großen zusammenhängenden Regenwälder westlich des Niger in Nigeria dar. 
Die Fauna des Nationalparks ist sehr artenreich, so wurden 33 Säugetierarten aufgezeichnet, unter anderem der Waldelefant (Loxodonta cyclotis), der afrikanische Büffel (Syncerus caffer), die Rotbauchmeerkatze (Cercopithecus erythrogaster) und die seltenen Primaten Halsbandmangabe (Cercocebus torquatus).
Die Avifauna ist ebenso artenreich, so wurden bei Zählungen insgesamt 150 verschiedene Vogelarten aufgezeichnet, unter anderem der Goldhelm-Hornvogel (Ceratogymna elata), der Schwarzhelm-Hornvogel (Ceratogymna atrata) und alle vier Prachtfinken-Arten Nigrita fusconata, -bicolor, -luteifrons und -canicapilla.